# T-BOLAN FINAL BEST GREATEST SONGS & MORE
『T-BOLAN FINAL BEST GREATEST SONGS & MORE』（ティーボラン・ファイナル・ベスト・グレイテスト・ソングス・アンド・モア）は、T-BOLANの解散時にリリースされたベスト・アルバム。初回限定盤は1999年12月1日、通常盤は1999年12月8日発売。発売元はZAIN RECORDS。

## 内容
解散が決定したことに当たって、リリースされたベスト・アルバムであり、「離したくはない」「Bye For Now」のヒット曲はもちろんのこと、『SINGLES』で選曲されなかったシングル曲、「Hold On My Beat」「びしょ濡れの優しさの中」等、カップリング曲・アルバム曲等、幅広く選曲されている。
その他にも、未発表曲の「Smile」、ライブ音源の「Heart of Gold」、事実上ラストシングルとなった「Be Myself」がアルバム初収録となった。
初回限定盤は2枚組になっており、ディスク2にはディスク1と同じ全17トラックのオリジナル・カラオケ音源が収録。シングル盤は全曲に渡りオリジナル・カラオケが未収録のため、初音源化となった。但しシングル曲でも選曲に漏れた楽曲があるため、カラオケの音源化に至らなかった楽曲も存在する。
ライブ音源「Heart of Gold」は、ライブ音源中のボーカルに加工を施す事で、ボーカルの音圧のみ抑え込んだ擬似的なカラオケ音源となっており、完全にボーカルが除去されているわけではない。
本ベスト以外に同年12月1日、ビデオ作品「FINAL BEST LIVE HEAVEN~ Lives & Clips ~」が発売。12月15日には森友嵐士の自伝エッセイ「泥だらけのエピローグ」が祥伝社から発売。

## 収録曲
全作詞・作曲:森友嵐士（特記以外）
1. 刹那さを消せやしない
  - 作曲：森友嵐士・五味孝氏
  - 9thシングル。
2. Bye For Now
  - 6thシングル。
3. マリア
  - 12thシングル。
4. LOVE
  - 11thシングル。
5. じれったい愛
  - 5thシングル。
6. 離したくはない
  - 2ndシングル。
7. 悲しみが痛いよ
  - 作詞・作曲：川島だりあ
  - 1stシングル。
8. Hold On My Beat
  - 1stシングル『悲しみが痛いよ』のカップリング曲。
9. サヨナラから始めよう
  - 作曲：織田哲郎
  - 4thシングル。
10. びしょ濡れの優しさの中
  - 4thアルバム『HEART OF STONE』収録曲。
11. すれ違いの純情
  - 作曲：織田哲郎
  - 8thシングル。
12. 泥だらけのエピローグ 〜Acoustic ver.〜
  - 4thアルバム『HEART OF STONE』収録曲。
  - 本作収録音源は、2ndアコースティック・ミニ・アルバム『夏の終わりにII 〜Lookin' for the eighth color of the rainbow〜』収録バージョン。
13. Heart of Stone
  - 4thアルバム『HEART OF STONE』収録曲。
14. No.1 Girl
  - 11thシングル『LOVE』のカップリング曲。アルバム初収録。
15. Be Myself
  - 作曲：森友嵐士・五味孝氏
  - 15thシングル。アルバム初収録。
16. Smile
  - 未発表曲。
17. Heart of Gold （Live at LOOZ）
  - 作曲：川島だりあ
  - 原曲は2ndシングル『離したくはない』のカップリング曲。
  - 1994年開催ライブツアー「LOOZ」の音源。